# Homonota underwoodi
Homonota underwoodi — вид геконоподібних ящірок родини Phyllodactylidae. Ендемік Аргентини. Вид названий на честь британського герпетолога Гарта Андервуда (1919–2002).

## Опис
Тіло (не враховуючи хвоста) сягає 50 мм завдовжки.

## Поширення і екологія
Homonota underwoodi поширені на заході Аргентини, від Катамарки до Ріо-Негро, в регіоні Монте. Вони живуть в чагарникових заростях, серед скель і каміння. ведуть нічний спосіб життя, живляться переважно комахами.